# Arpagone

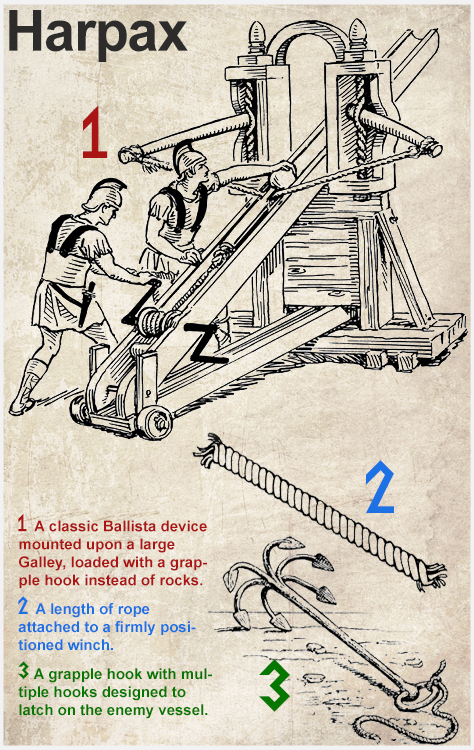

L'arpagone (dal latino harpago, "arpione") era un dispositivo di abbordaggio utilizzato dai romani. Secondo Livio venne utilizzato già dai Cartaginesi a Utica nel 203 a.C. (Livio, XXX, 10, 16), ma gli autori moderni ne attribuiscono l'invenzione a  Marco Vipsanio Agrippa per l'uso contro Sesto Pompeo durante la rivolta siciliana (44-36 a.C.).
L'arpagone permetteva di arpionare un'imbarcazione nemica e trascinarla sul fianco della propria nave per effettuare l'abbordaggio. Fu usato per la prima volta nella battaglia di Nauloco nel 36 a.C.. L'arpagone propriamente detto era una sorta di uncino di ferro, questo era congiunto mediante un anello ad una trave di legno lunga 5 cubiti fasciata di ferro, recante all'estremità opposta un altro anello. A questo erano legate le corde che, una volta arpionata una nave con successo mediante il lancio del tronco contro una nave attraverso una balista, venivano tirate dai macchinari della nave arpionante.
L'arpagone aveva un notevole vantaggio sopra il tradizionale dispositivo di abbordaggio di allora, il corvo, in quanto era molto più leggero: si stima che il corvo pesasse circa una tonnellata. Inoltre l'arpagone poteva essere lanciato a grandi distanze grazie alla sua leggerezza, mentre il corvo aveva un raggio d'azione limitato; il lancio avveniva fatto mediante una balista, come se si fosse trattato di un dardo pesante. Infine, il fatto che il tronco di legno a cui era legato l'arpagone fosse ricoperto di ferro faceva sì che gli arpionati non riuscissero a reciderlo, e le corde stesse, grazie alla lunghezza del tronco fasciato di ferro al quale erano legate, erano invulnerabili al corto braccio di un uomo che non fosse armato di un'asta con una falce all'estremità, il cui possesso, come ricorda Appiano di Alessandria, richiedeva la preventiva conoscenza dell'arma stessa.
Il numero delle vittime dell'arma fa comprendere quanto questa fosse stata efficace: delle 300 navi di Sesto Pompeo, egli ne perse circa 180, 28 in seguito a speronamento e 155 per la cattura e per il fuoco.